# Mariné Russo
Mariné Russo (Quilmes, 9 de enero de 1980) es una exjugadora argentina de hockey sobre césped.

## Trayectoria
Entre los logros que consiguió con la Selección nacional Las Leonas, se destacan el Campeonato Mundial de Perth 2002 y Rosario 2010, medalla de bronce en los Juegos Olímpicos de Atenas 2004 y Pekín 2008, medalla de oro en los Champions Trophy de 2001, 2008, 2009 y 2010, tres primeros puestos en los Juegos Panamericanos (1999, 2003, 2007) y dos Copas Panamericanas (2001 y 2004). En los Champions Trophy de 2002 y 2007, obtuvo el segundo puesto mientras que en el Champions Trophy de 2004 disputado en la ciudad de Rosario, logró el tercer lugar. En el Campeonato Mundial de 2006, obtuvo la medalla de bronce.